# Gokak
Gokak är en ort i Indien.   Den ligger i distriktet Belgaum och delstaten Karnataka, i den sydvästra delen av landet, 1 400 km söder om huvudstaden New Delhi. Gokak ligger 555 meter över havet och antalet invånare är 73 478.
Terrängen runt Gokak är platt åt nordost, men åt sydväst är den kuperad. Runt Gokak är det tätbefolkat, med 397 invånare per kvadratkilometer. Gokak är det största samhället i trakten. Trakten runt Gokak består till största delen av jordbruksmark.